# Ophiomyia conspicua
Ophiomyia conspicua este o specie de muște din genul Ophiomyia, familia Agromyzidae, descrisă de Spencer în anul 1961. Conform Catalogue of Life specia Ophiomyia conspicua nu are subspecii cunoscute.